# Marty Nothstein
Marty Wayne Nothstein (né le 10 février 1971 à Allentown, Pennsylvanie) est un  cycliste américain, spécialisé dans les épreuves de vitesse. Il devient lors des Jeux olympiques de Sydney en 2000 champion olympique de vitesse individuelle, donnant à son pays sa seule médaille en cyclisme sur piste. Il bat le Français Florian Rousseau en deux manches, ajoutant une médaille d'or à celle d'argent qu'il avait gagnée aux Jeux olympiques d'Atlanta en 1996.
Il est intronisé au Temple de la renommée du cyclisme américain en 2011.

## Biographie

### Enfance
Nothstein est né à Allentown, en Pennsylvanie. Il est l'un des cinq enfants de Wayne Nothstein, propriétaire d'une entreprise automobile locale, Nothstein Motors. L'arrière-grand-père paternel de Nothstein était un coureur cycliste accompli au tournant du XXe siècle et un combattant à poings nus. Nothstein est diplômé en 1989 de la Emmaus High School à Emmaus (Pennsylvanie).

### Carrière de coureur
Nothstein commence à faire du vélo en 1987 et fait ses débuts internationaux en 1989, lors des championnats du monde de cyclisme sur piste de Lyon, en France.
Nothstein obtient sa première médaille lors des mondiaux 1993, avec l'argent en keirin. Il devient double champion du monde en 1994, remportant les épreuves de vitesse et de keirin. Il l'a fait en soignant un os du talon cassé. Nothstein a encore roulé avec un os fracturé, cette fois une rotule, dans le cadre de l'équipe de vitesse par équipes qui a remporté la médaille de bronze aux championnats du monde de 1995.
Il a remporté une médaille d'argent en vitesse aux Jeux olympiques d'été de 1996 à Atlanta, en Géorgie. Aux Jeux olympiques d'été de Sydney en 2000, il devient le premier cycliste américain en 16 ans à remporter une médaille d'or olympique, après sa médaille d'or sur le tournoi de vitesse.
En mars 2001, il devient professionnel (sur route) avec l'équipe américaine Mercury-Viatel, avant de rejoindre l'équipe Navigators Insurance en 2002. Il reste chez Navigators pendant quatre ans jusqu'à la fin de sa carrière.
En 2004, aux États-Unis, Nothstein obtient des succès sur la route ainsi que sur la piste, alors que les médias américains annonçaient que ce n'était pas possible pour un sprinteur sur piste. Afin de passer à la course sur route, il perd 14 kilos de masse corporelle, par rapport à son poids des Jeux olympiques d'été de 2000.
Il obtient le surnom de « The Blade » pour ses nombreuses victoires avec une marge aussi mince qu'une lame de rasoir.

### Retraite sportive et reconversion politique
Nothstein prend sa retraite du cyclisme de compétition après la saison 2006 et utilise son temps pour conduire des dragsters en NHRA.
Nothstein remporté deux courses lors de la saison 2007 du NHRA Lucas Oil Drag Racing Series ; l'unE à Bradenton Motorsports Park à Bradenton, en Floride, lors de l'ouverture de la saison, l'autre à la mi-juillet au Gateway International Raceway à Madison, en Illinois. Il terminé 11e aux points de la saison NHRA Alcohol Funny Car 2007.
En février 2015, Nothstein annonce qu'il se présente en tant que républicain pour le Conseil des commissaires du comté de Lehigh, en Pennsylvanie, marquant sa première incursion dans la politique. En mai, Nothstein reçoit le plus grand nombre de voix de n'importe quel républicain à l'élection primaire,, recueillant 8 260 votes. Cela représente 104 voix de plus que le deuxième candidat républicain au scrutin, et le deuxième plus grand nombre, derrière les 8 324 voix du candidat démocrate Dan Hartzell.
En octobre 2017, il annonce qu'il solliciterait l'investiture républicaine du 15e district la Pennsylvanie pour l'élection de la Chambre des représentants de 2018 à la suite de l'annonce du représentant républicain du district, Charlie Dent, de ne pas briguer un nouveau mandat. Il a perdu sa candidature pour le Congrès dans le 7e District face à la Démocrate Susan Wild, recevant 43,5% des voix. Il s'est également présenté aux élections spéciales pour l'ancien siège de Charlie Dent dans le 15e district du Congrès de Pennsylvanie, et a été vaincu également par Wild, en recevant 129 593 voix contre 130 353 voix pour le vainqueur.
En 2017, Nothstein vit dans le canton de Lowhill, en Pennsylvanie, et travaille comme directeur exécutif du Centre de cyclisme Valley Preferred, à Trexlertown. En 2018, il est licencié de son poste à la suite d'allégations d'inconduite sexuelle,.
En novembre 2020, le juge de district américain Edward G. Smith rejette le procès de Nothstein contre USA Cycling pour la divulgation d'une allégation d'inconduite sexuelle à son encontre,. Smith estime également que la décision de suspendre la licence de Nothstein pour concourir en tant que cycliste et de le placer sur une liste de coureurs suspendus relève bien de ses responsabilités en vertu de la loi fédérale qui a créé le United States Center for SafeSport. En avril 2021, Nothstein abandonne son appel de la décision du juge.
En décembre 2021, il est arrêté et inculpé de deux chefs de harcèlement criminel et d'intrusion sans autorisation.

## Palmarès sur piste

### Jeux olympiques
- Atlanta 1996
  -  Médaillé d'argent de la vitesse individuelle
- Sydney 2000
  -  Champion olympique de vitesse individuelle
  - 5e du keirin

### Championnats du monde
- Hamar 1993
  -  Médaillé d'argent du keirin
- Palerme 1994
  -  Champion du monde de vitesse individuelle
  -  Champion du monde de keirin
- Bogota 1995
  -  Médaillé de bronze de la vitesse par équipes
- Manchester 1996
  -  Champion du monde de keirin
  -  Médaillé d'argent de la vitesse individuelle
- Perth 1997
  -  Médaillé de bronze du keirin
- Bordeaux-Lac 1998
  - 4e de la vitesse par équipes

### Coupe du monde
- 1993
  - 2e de la vitesse individuelle à Copenhague
- 1995
  - 1er de la vitesse individuelle à Manchester
  - 2e du keirin à Manchester
- 1996
  - 1er de la vitesse individuelle à La Havane
  - 1er de la vitesse individuelle à Cali
  - 1er du keirin à Cali
  - 1er du keirin à La Havane
  - 1er du keirin à Busto Garolfo
- 1997
  - 1er de la vitesse individuelle à Fiorenzuola d'Arda
  - 1er de la vitesse individuelle à Cali
  - 1er du keirin à Cali
  - 1er du keirin à Quartu Sant'Elena
  - 1er du keirin à Adelaïde
  - 2e du keirin à Trexlertown
  - 2e de la vitesse individuelle à Trexlertown
  - 3e de la vitesse individuelle à Quartu Sant'Elena
- 1998
  - 2e de la vitesse individuelle à Cali
  - 2e du keirin à Victoria
  - 3e du keirin à Cali
- 1999
  - 2e du keirin à Mexico
  - 2e de la vitesse individuelle à San Francisco
  - 3e de la vitesse individuelle à Mexico
- 2001
  - 2e du kilomètre à Szczecin
  - 3e du keirin à Pordenone
  - 3e du keirin à Ipoh

### Goodwill Games
- 2001
  -  Médaillé de bronze du scratch

### Jeux panaméricains
- Mar del Plata 1995
  -  Médaillé d'or de la vitesse
- Winnipeg 1999
  -  Médaillé d'or de la vitesse
  -  Médaillé d'or de la vitesse par équipes (avec Marcelo Arrué et John Barrios)
  -  Médaillé d'or du keirin

### Six jours
- Six jours de Moscou : 2002 (avec Ryan Oelkers)

### Championnats nationaux
- Champion des États-Unis de vitesse : 1999, 2000 et 2001.
- Champion des États-Unis de keirin : 1999, 2000, 2001, 2003 et 2004.
- Champion des États-Unis du kilomètre : 2001.
- Champion des États-Unis du scratch : 2002.
- Champion des États-Unis de vitesse par équipes : 1999, 2000, 2001 et 2003.

## Palmarès sur route
- 2004
  - 3e du Gastown Grand Prix
  - 3e étape du Tour de Christiana
  - Wells Fargo Twilight Criterium
  - Commerce Bank Criterium
  - Paul Heller Memorial
  - Battle of Brilliance Criterium
- 2005
  - Saint Valentine's Day Race
  - Tour de Christiana
  - Harrisburg Criterium
  - CTS Westfield Criterium
  - St. Valentine's Day Massacre
  - El Cajon Downtown G.P.